# Теоретична физика
Теоретична физика е дял от физиката и способ и метод за опознаване на природата чрез изучаване на природните явления с помощта на математически модел. В този смисъл теоретичната физика не се развива на базата на опита и експеримента, но в същото време се съобразява и отчита резултатите от научни експерименти и наблюдения. Въпреки че борави с математични средства и математичен език, тя използва и обобщава експерименталните данни, прави логичен анализ, открива закономерностите и създава правилна представа и разбиране на физическите явления, като се стреми да предскаже нови явления или развитието на старите. В редки случаи теоретичната физика изучава и ползва математически модели, които не са непременно свързани с природни явления.
В основата на теоретичната физика е математическата физика. Тя възниква преди повече от 2000 години, но придобива ново значение със създаването на квантовата механика и теорията на относителността.
Първите курсове по теоретична физика в България са четени в Софийския университет от професор Георги Манев през учебната 1921 – 1922 година. На 10 юли 1924 г. е публикуван Указ на Държавния глава за изменение и допълнение на Закона за народното просвещение, който създава катедра Теоретична физика към Физико-математическия факултет на Софийския университет.